# Mathilde Wesendonck
Mathilde Wesendonck, född Agnes Mathilde Luckemeyer den 23 december 1828 i Elberfeld (nu en stadsdel i Wuppertal) i Tyskland, död den 31 augusti 1902 i Altmünster i Österrike var en tysk poet och författare.
Hon är mest känd som vän och trolig älskarinna till Richard Wagner, som tonsatte fem av hennes verk, de så kallade Wesendonck-Lieder.
Hon gifte sig med silkeshandlaren Otto Wesendonck (ibland nämnd som von Wesendonk). Han var en stor beundrare av Wagners musik och efter att han och Mathilde träffat Wagner i Zürich 1852 lät han uppföra ett hus på sina ägor som Wagner disponerade. 1857 hade Wagner förälskat sig i Mathilde, det är inte känt om kärleken var besvarad i samma grad eller om affären över huvud taget ägde rum. Det hela ledde dock till att Wagner avbröt sitt arbete med Nibelungens ring (som återupptogs först tolv år senare) och började arbetet med Tristan och Isolde.
1858 upptäckte Wagners hustru Minna ett brev från honom till Mathilde och efter den påföljande konfrontationen lämnade Wagner Zürich ensam och reste till Venedig.

## Populärkultur
Mathilde Wesendonck spelades av Valentina Cortese i filmen Magic Fire från 1955 och av Marthe Keller i TV-serien Wagner från 1983.
Hennes roll som Wagners älskarinna nämns i Rhett Millers sång Our Love på albumet The Instigator.
Kärlekshistorien tjänade som inspiration till operan Im Treibhaus av Staffan Storm och Ebba Witt-Brattström. Operan hade urpremiär på Vattnäs konsertlada i Mora och spelades 23-29 juli 2021.